# Continental bulldog
Continental bulldog är en hundras från Schweiz. Den har sitt ursprung i korsningar mellan engelsk bulldogg och Olde English Bulldogge. Rasen godkändes av Fédération Cynologique Internationale (FCI) 2022.